# Cuadrupolo

Diagrama de contorno de la superficie equipotencial del campo de un cuadrupolo eléctrico

Un cuadrupolo es una de las distintas configuraciones de múltiples objetos (concretamente cuatro) ligados a fuerzas (como cargas o corrientes eléctricas, o masas gravitatorias), que puede existir en forma ideal, pero que generalmente es solo una parte de un desarrollo multipolar de una estructura más complicada que refleja varios órdenes de complejidad.

## Definición matemática
El tensor del momento de un cuadrupolo Q es un elemento tensorial de rango dos -formalizado en una matriz de dimensión 3x3- y cuya traza es nula:
{\displaystyle Q_{xx}+Q_{yy}+Q_{zz}=0}
El tensor del momento cuadrupolar tiene 9 componentes, pero debido a la simetría y la propiedad de su traza nula, solo 5 de estas componentes son independientes.
Para un sistema discreto de cargas puntuales o masas en el caso de un cuadrupolo gravitacional, cada una con carga {\displaystyle q_{l}}, o masa {\displaystyle m_{l}}, y posición {\displaystyle {\vec {r_{l}}}=(r_{xl},r_{yl},r_{zl})} con respecto al origen del sistema de coordenadas, los componentes de la matriz Q se definen por:
{\displaystyle Q_{ij}=\sum _{l}q_{l}(3r_{il}r_{jl}-\|{\vec {r_{l}}}\|^{2}\delta _{ij})}.
Los índices {\displaystyle i,j} que se aplican sobre las coordenadas cartesianas {\displaystyle x,y,z} y {\displaystyle \delta _{ij}} son los elementos de la función delta de Kronecker. Esto significa que {\displaystyle x,y,z} debe ser igual, hasta en el signo, a las distancias desde el punto a {\displaystyle n} mutuamente perpendiculares a un hiperplano de forma que la delta de Kronecker sea igual a 1.
Para un sistema continuo con densidad de carga, o densidad de masa, {\displaystyle \rho (x,y,z)}, los componentes de Q están definidos por la integral sobre el espacio cartesiano r:
{\displaystyle Q_{ij}=\int \,\rho (\mathbf {r} )(3r_{i}r_{j}-\|{\vec {r}}\|^{2}\delta _{ij})\,d^{3}\mathbf {r} }
Al igual que con cualquier momento multipolar, si un momento de orden inferior, monopolar o dipolar en este caso, es distinto de cero, entonces el valor del momento cuadrupolar depende de la elección del origen de coordenadas. Por ejemplo, un dipolo eléctrico de dos cargas puntuales de signo opuesto y fuerza igual, que no tiene momento monopolar, puede tener un momento cuadrupolar distinto de cero si el origen se aleja del centro de la configuración exactamente entre las dos cargas; o el momento cuadrupolar se puede reducir a cero con el origen en el centro. Por el contrario, si los momentos monopolares y dipolares desaparecen, pero el momento cuadrupolar no, como por ejemplo con cuatro cargas de la misma fuerza, dispuestas en los vértices de un cuadrado, con signos alternos, entonces el momento cuadrupolar es independiente de las coordenadas.
Si cada carga es la fuente de un campo potencial de valor "{\displaystyle 1/r}", como el campo eléctrico o el campo gravitatorio, la contribución al potencial del campo debido a un momento cuadrupolar es:
{\displaystyle V_{q}(\mathbf {R} )={\frac {k}{|\mathbf {R} |^{3}}}\sum _{i,j}{\frac {1}{2}}Q_{ij}\,n_{i}n_{j}\ ,}
donde R es un vector con origen en el sistema de cargas y n
es el vector unitario en la dirección de R. Aquí, {\displaystyle k} es una constante que depende del tipo de campo y las unidades que se utilizan. Los factores {\displaystyle n_{i},n_{j}} son las componentes del vector unitario desde el punto considerado hasta la ubicación del momento cuadrupolar.

## Cuadrupolo eléctrico
El ejemplo más simple de un cuadrupolo eléctrico consiste en alternar cargas positivas y negativas, dispuestas en las esquinas de un cuadrado. El momento monopolar (solo la carga total) de esta disposición es cero. De manera similar, el momento dipolar químico es cero, independientemente del origen de coordenadas que se haya elegido. Pero el momento cuadrupolar de la disposición reflejada en el diagrama no se puede reducir a cero, independientemente de dónde se coloque el origen de las coordenadas. El potencial de un cuadrupolo de carga eléctrica viene dado por
{\displaystyle V_{q}(\mathbf {R} )={\frac {1}{4\pi \epsilon _{0}}}{\frac {1}{|\mathbf {R} |^{3}}}\sum _{i,j}{\frac {1}{2}}Q_{ij}\,n_{i}n_{j}\ ,}
donde {\displaystyle \epsilon _{0}} es la permitividad, y {\displaystyle Q_{ij}} sigue la definición anterior.

## Generalización: multipolos superiores
Una generalización superior (un "octopolo") está formado por ocho cargas alternas en los ocho vértices de un paralelepípedo, como en el caso de un cubo con longitud de arista a. El momento octopolar de esta disposición correspondería, en el límite octopolar {\displaystyle \lim _{a\to 0;\,a^{3}\cdot Q\to {\rm {const.}}}}, a un tensor diagonal distinto de cero de orden tres. Multipolos aún más altos, por ejemplo, de orden 2l, se obtendrían mediante distribuciones dipolares (cuadrupolar, octopolar, ...) de dipolos puntuales (cuadrupolos, octopolos, ...), no monopolos puntuales, de orden inferior, por ejemplo 2l-1.

## Cuadrupolo magnético

Bobinas produciendo un campo cuadrupolar

Imán cuadrupolar esquemático ("cuatro polos").

Todas las fuentes magnéticas conocidas dan campos dipolares. Sin embargo, para componer un cuadrupolo magnético es posible colocar cuatro imanes de barra idénticos perpendiculares entre sí, de manera que el polo norte de uno esté al lado del sur del otro. Dicha configuración cancela el momento dipolar y da un momento cuadrupolar, y su campo disminuirá a grandes distancias más rápido que el de un dipolo.
Un ejemplo de un cuadrupolo magnético, que involucra imanes permanentes, se representa a la derecha. Los electroimanes de diseño conceptual similar (llamados imanes cuadrupolares) se usan comúnmente para enfocar haces de partículas cargadas en aceleradores de partículas y líneas de transporte de haces, un método conocido como enfoque fuerte. Hay cuatro puntas de acero, dos polos norte magnéticos opuestos y dos polos sur magnéticos opuestos. El acero está magnetizado por una gran corriente eléctrica que fluye en las bobinas de los tubos envueltos alrededor de los polos. Además, la interacción cuadrupolo-dipolo se puede hallar multiplicando el espín del nucleón no apareado por su átomo principal.
Un momento cuadrupolar magnético cambiante produce radiación electromagnética.

## Cuadrupolo gravitacional
El cuadrupolo de masa es análogo al cuadrupolo de carga eléctrica, donde la densidad de carga simplemente se reemplaza por la densidad de masa y se agrega un signo negativo porque las masas son siempre positivas y la fuerza es atractiva. El potencial gravitatorio se expresa entonces como:
{\displaystyle V_{q}(\mathbf {R} )=-G{\frac {1}{2}}{\frac {1}{|\mathbf {R} |^{3}}}\sum _{i,j}Q_{ij}\,n_{i}n_{j}\ .}
Por ejemplo, debido a que la Tierra está girando, está achatada (aplanada en los polos). Esto le da un momento cuadrupolar distinto de cero. Si bien la contribución al campo gravitatorio de la Tierra desde este cuadrupolo es extremadamente importante para los satélites artificiales cercanos a la Tierra, es menos importante para la Luna, porque el término {\displaystyle {\frac {1}{|\mathbf {R} |^{3}}}} decae rápidamente.
El momento cuadrupolar de la masa también es importante en la relatividad general porque, si cambia en el tiempo, puede producir ondas gravitatorias, similares a la radiación electromagnética producida por los dipolos oscilantes eléctricos o magnéticos y multipolos superiores. Sin embargo, solo el cuadrupolo y los momentos superiores pueden irradiar gravitacionalmente. El monopolo de masa representa la masa-energía total en un sistema que se conserva, por lo que no emite radiación. De manera similar, el dipolo de masa corresponde al centro de masa de un sistema y su primera derivada representa un momento que también es una cantidad que se conserva, por lo que el dipolo de masa tampoco emite radiación. El cuadrupolo de masas, sin embargo, puede cambiar con el tiempo y es la contribución de menor orden a la radiación gravitacional.
El ejemplo más simple y más importante de un sistema radiante es un par de puntos materiales con masas iguales que orbitan entre sí en una órbita circular, una aproximación a, por ejemplo, el caso especial de agujeros negros binarios. Dado que el momento dipolar es constante, se puede ubicar, por conveniencia, el origen de coordenadas justo entre los dos puntos. Entonces, el momento dipolar será cero, y si también se escalan las coordenadas de modo que los puntos se encuentren a una unidad de distancia del centro, en dirección opuesta, el momento cuadripolar del sistema simplemente será
{\displaystyle Q_{ij}=M(3x_{i}x_{j}-x^{2}\delta _{ij})}
donde M es la masa de cada punto, y {\displaystyle x_{i}} son componentes del vector de posición (unidad) de uno de los puntos. A medida que orbitan, este vector x girará, lo que significa que primero tendrá un valor distinto de cero y también la segunda derivada temporal (esto es cierto, independientemente de la elección del sistema de coordenadas). Por lo tanto el sistema irradiará ondas gravitacionales. La energía perdida de esta manera se infirió por primera vez en el período cambiante del PSR B1913+16, un púlsar en órbita con otra estrella de neutrones de masa similar.
Al igual que la carga eléctrica y los multipolos de corriente contribuyen al campo electromagnético, los multipoles de masa y de corriente de masa contribuyen al campo gravitacional en la relatividad general, causando los llamados efectos gravitomagnéticos. El cambio de los multipolos de corriente asociados a la masa también puede emitir radiación gravitacional. Sin embargo, las contribuciones de los multipolos actuales serán típicamente mucho más pequeñas que las del cuadrupolo de masas.